# 拉波馬縣

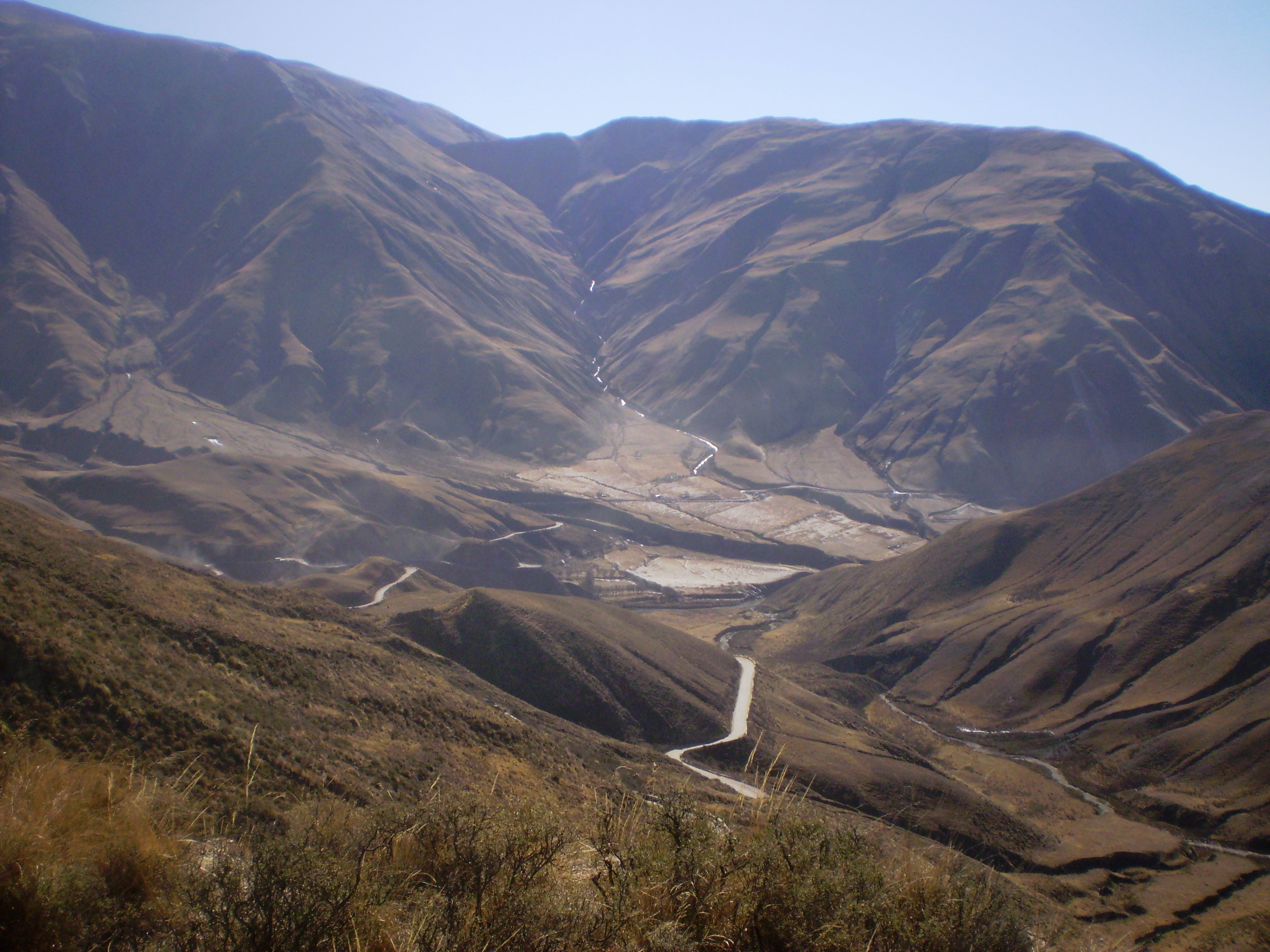

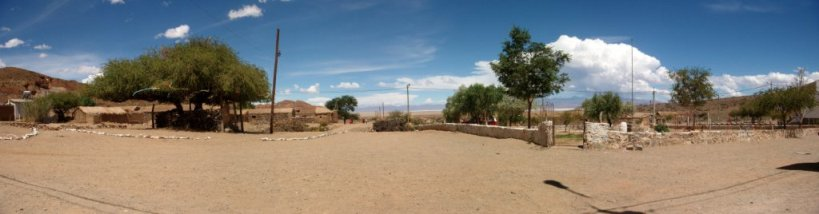

拉波馬縣（西班牙語：Departamento La Poma），是阿根廷的縣份，位於該國西北部薩爾塔省，首府設於拉波馬，面積4,447平方公里，該地區的地震活動頻繁和低強度，2001年人口1,735，人口密度每平方公里0.39人。